# Paul B. MacCready

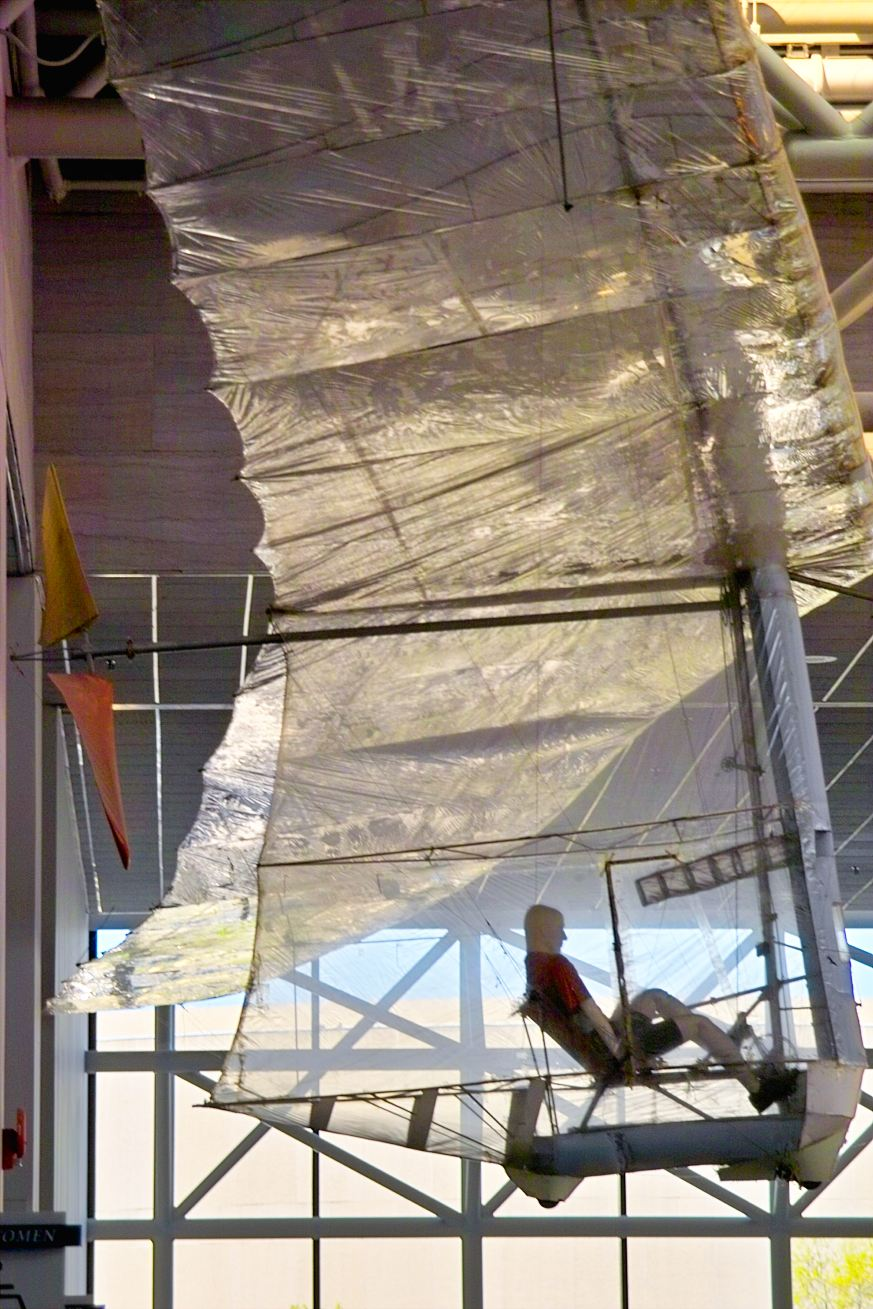
Gossamer Condor

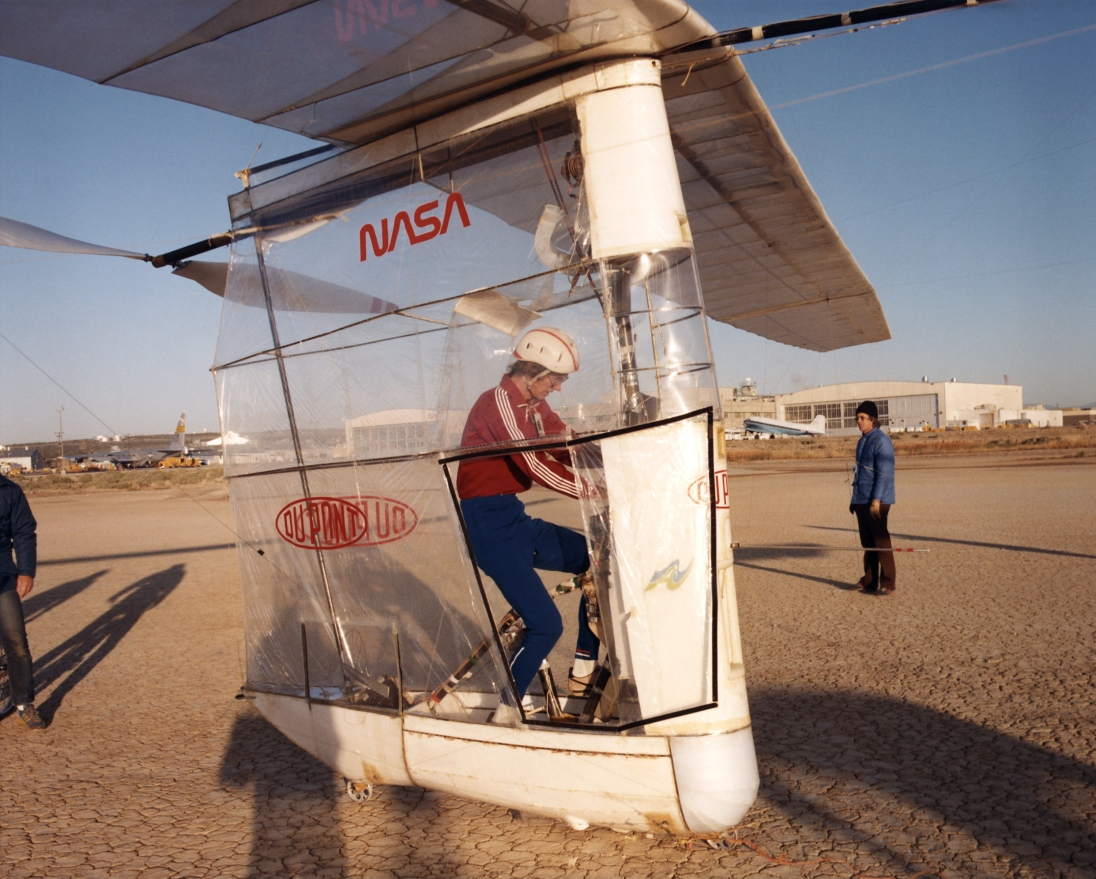
Gossamer Albatross

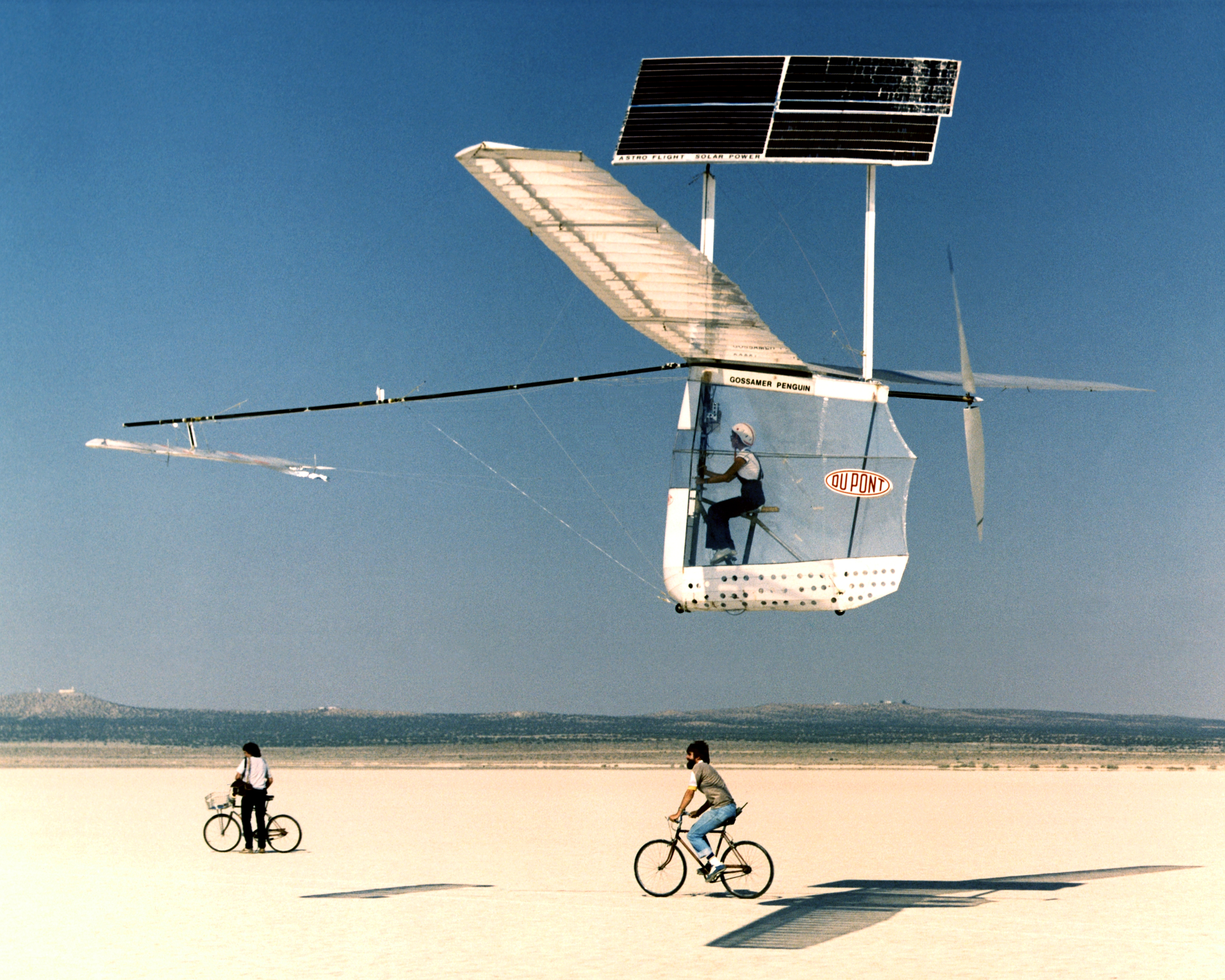
Gossamer Penguin

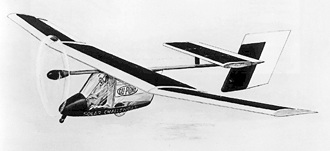
Solar Challenger

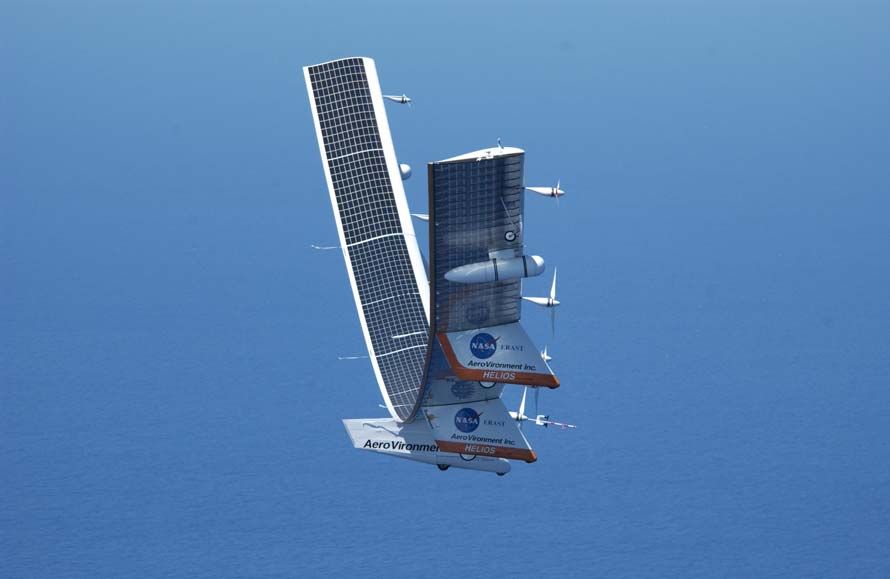
Helios

Paul Beattie MacCready, Jr. (25. září 1925 – 28. srpna 2007) byl americký letecký inženýr. Byl zakladatelem AeroVironment Inc. (1971) a konstruktérem prvního skutečně použitelného letadla poháněného lidskou silou. Za svou práci v oblasti vývoje v letectví se stal držitelem velkého množství různých ocenění, v roce 1991 byl uveden do National Aviation Hall of Fame (Národní letecké síně slávy) v National Museum of the United States Air Force.

## Mládí
Paul B. MacCready se narodil v New Haven v lékařské rodině. Během studií mu byla diagnostikována dyslexie, což ovšem nebránilo jeho dalšímu vzdělání a kariéře. Konstrukci letadel se MacCready věnoval již od mládí, kdy ve 14 letech také vyhrál národní soutěž ve stavbě leteckých modelů.
V roce 1943 absolvoval Hopkins School, v roce 1947 získal bakalářský titul ve fyzice na Yaleově univerzitě, o rok později magisterský titul ve fyzice na Kalifornském institutu technologie a v roce 1952 získal tamtéž doktorát v oboru letectví.
V roce 1951 MacCready založil svou první společnost, Meteorology Research Inc, věnující se výzkumu atmosféry.
Ke skutečným letadlům se dostal na konci druhé světové války, kdy trénoval jako pilot amerického vojenského námořnictva, nasazení se ale nedočkal.
Po válce se věnoval plachtění na větroních a v letech 1948, 1949 a 1953 získal Richard C. du Pont Memorial Trophy, v roce 1956 se stal jako první americký pilot mistrem světa v plachtění.
V roce 1970 MacCready investoval do společnosti přítele, tato firma na výrobu laminátových katamaránů ovšem zkrachavala a MacCreadymu zůstaly dluhy v hodnotě asi 100 000 $. To vedlo k jeho zájmu o získání Kremerovy ceny.

## Letadla poháněná lidskou silou
V roce 1959 vypsal britský průmyslník Henry Kremer ocenění pro konstruktéra letadla poháněného pouze lidskou silou, které bude schopno odstartovat, ve výšce minimálně 10 stop (3 metry) obletět trasu ve tvaru osmičky okolo dvou pylonů umístěných 0,5 míle od sebe, a opět přistát. Tuto cenu a odměnu 50 000 £ získal tým okolo Paula B. MacCreadyho a Dr. Petera B.S. Lissamana, když dne 23. srpna 1977 absolvoval určenou trasu pilot Bryan Allen s letadlem nazvaným Gossamer Condor (pavučinový kondor). Ke stavbě letouny byly důmyslně použity vedle duralu také pěnový polystyrén, papír, potahová fólie mylar, ocelové struny aj.
Následně vypsanou další Kremerovu cenu (odměna 100 000 £) za přelet člověkem poháněného ledadla z Anglie do Francie vyhrál opět tento tým, když kanál La Manche úspěšně přeletěl opět Bryan Allen dne 12. června 1979. Vylepšený letoun (vedle odlehčení díky náhradě duralu kompozitem z uhlíkových vláken byla změněna poloha pilota, zlepšeny aerodynamické vlastnosti apod.) měl tentokrát název Gossamer Albatross a trať 35,8 km zvládl za 2 hodiny a 49 minut.
V roce 1983 MacCready vytvořil ještě letoun zvaný Bionic Bat. Oproti těm předchozím ovšem vrtule nebyla roztáčená přímo pilotem, ale elektromotorem napájeným z akumulátorů, které pilot nabil šlapáním ještě před vzletem.

## Solární letadla
Se zkušenostmi získanými při přípravě letadel na lidský pohon se Paul B. MacCready zaměřil na praktičtěji využitelné konstrukce letadel na solární pohon. V roce 1980 tak vznikl Gossamer Penguin, jehož první zkušební lety svěřil MacCready (kvůli nízké hmotnosti) svému tehdy 13letému synovi Marshallovi. Pozdější předváděcí lety pro NASA v tomto letounu absolvovala Janice Brown.
O rok později vznikl Solar Challenger. 7. července 1981 s tímto letadlem přeletěl pilot Stephen Ptacek trasu 163 mil (262 km). Tento let vykonaný z francouzské pevniny na britské ostrovy trval 5 hodin a 23 minut.
Americký Národní úřad pro letectví a kosmonautiku NASA byl výsledky MacCreadyho nadšen, Byl proto přizván k vývoji rekordního solárního letounu Helios. 14. srpna 2001 Helios pilotovaný vzdáleně Gregem Kendallem dosáhl výšky 96.863 stop (29 523,8 m).

## Ostatní
V roce 1985 byl MacCready pověřen vytvořit pro Smithsonův institut dálkově řízenou létající repliku obřího ptakoještěra druhu Quetzalcoatlus northropi v reálné velikosti. MacCready pak o rok později úspěšně otestoval let repliky v poloviční velikosti (rozpětí křídel 5,5 metru).
Paul B. MacCready také spolupracoval s General Motors na vývoji sluncem poháněného automobilu Sunraycer, který vyhrál v roce 1987 prestižní závod solárních automobilů v Austrálii.
Jeho společnost AeroVironment Inc, v současné době vyvíjí bezpilotní letadla a také první letadlo poháněné pomocí vodíkových palivových článků - Global Observer.

## Úmrtí
Poslední léta svého života trávil v Pasadeně v Kalifornii s manželkou Judy a syny Parkerem, Tylerem a Marshallem.
Paul B. MacCready podlehl dne 28. srpna 2007 rakovině mozku.

## Ocenění (anglicky)
- Induction to the U.S. Soaring Hall of Fame, 1954
- Otto Lilienthal Medal of the Federation Aeronautique Internationale, 1956 (“for his decisive victory in earning the title of World Soaring Champion in 1956”)
- California Institute of Technology, Distinguished Alumni Award, 1978,
- Collier Trophy, 1979, by the National Aeronautics Association (“awarded annually for the greatest achievement in Aeronautics and Astronautics in America”)
- Reed Aeronautical Award, 1979, by the American Institute of Aeronautics and Astronautics (“the most notable achievement in the field of aeronautical science and engineering”)
- Edward Longstreth Medal, 1979, by the Franklin Institute
- Engineer of the Century Gold Medal, 1980, by the American Society of Mechanical Engineers;
- Spirit of St. Louis Medal, 1980
- Inventor of the Year Award, 1981, by the Association for the Advancement of Invention and Innovation
- Klemperer Award, 1981, Organisation Scientifique et Technique du Vol à Voile, Paderborn, Germany
- I.B. Laskowitz Award, 1981, New York Academy of Science
- Lindbergh Award, 1982, by the Lindbergh Foundation (“to a person who contributes significantly to achieving a balance between technology and the environment”)
- Golden Plate Award, 1982, of the American Academy of Achievement
- Gold Air Medal, of the Federation Aeronautique Internationale
- Distinguished Service Award, of the Federal Aviation Administration
- Public Service Grand Achievement Award, of NASA
- Frontiers of Science and Technology Award, 1986, first award in this category given by the Committee for the Scientific Investigation of Claims of the Paranormal
- The “Lipper Award”, 1986, for outstanding contribution to creativity, by the O-M Association (Odyssey of the Mind)
- Guggenheim Medal, 1987, jointly by the American Institute of Aeronautics and Astronautics, the Society of Automotive Engineers, and the American Society of Mechanical Engineers
- National Air and Space Museum Trophy for Current Achievement, 1988
- Enshrinement in The National Aviation Hall of Fame, July 1991, Dayton, Ohio
- SAE Edward N. Cole Award for Automotive Engineering Innovation, September 1991
- Scientist of the Year, 1992 ARCS (Achievement Rewards for College Scientists), San Diego, California
- Pioneer of Invention, 1992, United Inventors Association
- Chrysler Design Award for Innovation in Design, 1993
- Honorary Member designation, American Meteorological Society, 1995
- American Society of Mechanical Engineers, Ralph Coats Roe Medal, November 1998
- Howard Hughes Memorial Award, Aero Club of Southern California, January 1999
- Calstart’s 1998 Blue Sky Merit Award, February 1999
- 1999 National Convention of the Soaring Society of America, dedicated to Paul MacCready, Feb. 1999
- Special Achievement Award, ‘’Design News’’, March 1999
- Included in Time magazine’s “The Century’s Greatest Minds” (March 29, 1999) series “on the 100 most influential people of the century”
- Lifetime Achievement ‘’Aviation Week’’ Laureate Award, April 1999
- Commemorated in Palau stamp, 1 of 16 “Environmental Heroes of the 20th Century”, Jan. 2000
- Institute for the Advancement of Engineering William B. Johnson Memorial Award, Feb. 2000
- Cooper-Hewitt, National Design Museum, National Design Award – Product Design, Nov. 2000
- Hoyt Clarke Hottel Award, American Solar Energy Society, April 24, 2001 (“lifetime achievement as an inventor, specifically for inventing the world’s first two solar-powered aircraft”)
- 2001 World Technology Award for Energy, England, July 2001
- Prince Alvaro de Orleans Borbon Fund, First Annual Award, October 2001, from the Fédération Aéronautique Internationale, Switzerland
- The 2002 Walker Prize, Museum of Science, Boston, March, 2002
- International von Karman Wings Award, Aerospace Historical Society, May 2002
- Honorary Doctorate, Washington & Jefferson College, May 2007